# Antonio Machado
Antonio Machado, il cui nome completo è Antonio Cipriano José María y Francisco de Santa Ana Machado Ruiz (Siviglia, 26 luglio 1875 – Collioure, 22 febbraio 1939), è stato un poeta e scrittore spagnolo, tra i maggiori di tutti i tempi, appartenente alla cosiddetta generazione del '98.

## Biografia
Antonio Machado nacque il 26 luglio 1875 a Siviglia, nel palazzo di "Las Dueñas" situato nell’omonima via. Figlio dell'etnografo e studioso di folclore Antonio Machado Álvarez (pronipote di Agustín Durán) e fratello minore dell'altrettanto famoso poeta Manuel, a otto anni abbandonò insieme alla sua famiglia la città andalusa alla volta di Madrid, dove studiò nella Institución Libre de Enseñanza, scuola laica e moderna fondata da Francisco Giner de los Ríos. Nel 1893 la morte del padre lasciò la famiglia in precarie condizioni economiche, ma ciò non impedì al giovane Antonio di trascorrere la sua giovinezza in ambienti teatrali (recitò anche) e letterari, nonché nei caffè frequentati da Miguel de Unamuno, Ramón María del Valle-Inclán, Azorín, Francisco Villaespesa e poi da Juan Ramón Jiménez e Ramón Pérez de Ayala. Compì anche due viaggi a Parigi: nel 1899 e nel 1902. Durante il suo primo soggiorno nella capitale francese conobbe Oscar Wilde e Jean Moréas; durante il secondo, il maestro del modernismo, il poeta nicaraguense Rubén Darío. Negli anni successivi viaggiò molto anche nelle terre di Spagna.
Intanto nel 1903 aveva esordito col libro di poesie Soledades. Nel 1907 ottenne un posto di professore di francese nelle scuole secondarie di Soria. Qui, due anni dopo, sposò la quindicenne Leonor Izquierdo; il poeta allora aveva 34 anni. L'anno successivo è ancora a Parigi, dove segue un corso di Henri Bergson. In questo viaggio lo accompagnò la moglie, che però appena due anni dopo, nel 1912 - l'anno in cui uscì la sua raccolta più famosa, Campos de Castilla -, morì di tisi dopo una lunga malattia. Prostrato dalla scomparsa della moglie, Machado tornò in Andalusia, a Baeza, dove rimase fino al 1919, insegnando in una scuola primaria e conducendo una vita solitaria, tra passeggiate e letture. Nel 1919 si trasferì a Segovia, con frequenti soggiorni nella vicina Madrid. Negli anni venti Antonio fu tra gli intellettuali che con più forza si opposero alla dittatura di Primo De Rivera. Nel 1924 pubblicò un'altra raccolta di versi, Nuevas canciones.
Come scrittore invece collaborò col fratello maggiore Manuel nella stesura di testi teatrali. Tra questi si possono citare: Juan de Mañara (1927), sul mito di Don Giovanni, e La Lola va ai porti (La Lola se va a los puertos, 1929), che fu il loro maggior successo.
Nel 1927 diventò membro della Real Academia Española de la Lengua e l'anno successivo conobbe la poetessa Pilar Valderrama, il suo grande amore dopo l'indimenticata Leonor. Nel 1930 fu iniziato in Massoneria, nella Loggia Mantua di Madrid, appartenente alla Gran Loggia di Spagna. Nelle elezioni del 1931 fu tra gli strenui sostenitori della Repubblica, e l'anno successivo si trasferì definitivamente a Madrid insieme alla famiglia dell'altro fratello José (pittore e disegnatore) e all'anziana madre che restarono con lui fino alla morte. Intanto proseguì la pubblicazione dei suoi versi e nel 1933 fu la volta della terza edizione delle Poesías completas cui venne aggiunta un'ulteriore sezione: De un cancionero apócrifo. Del 1936 è invece la pubblicazione del Juan de Mairena.
Nel frattempo Pilar Valderrama era partita per il Portogallo ed era iniziata la guerra civile. Machado, a differenza del fratello Manuel che si schiera coi nazionalisti, prende posizione a favore del governo repubblicano e appoggia le azioni di numerosi intellettuali. Nel frattempo continua a scrivere: un secondo "Juan de Mairena" (pubblicato postumo), le prose e i versi de La guerra. Nel 1936 Machado e la sua famiglia si trasferirono dapprima a Valencia e poi, nell'aprile 1938, nella città che restò ultimo baluardo di coloro che si opponevano ai golpisti, Barcellona. A fine gennaio 1939, Antonio, la madre, il fratello José e la moglie di questi furono tra gli ultimi a lasciare la città catalana diretti verso la frontiera francese, che attraversarono tra il 28 e il 29 gennaio. Nell'esodo, condotto per un lungo tragitto a piedi, lo scrittore fu costretto ad abbandonare una valigia contenente versi, appunti e lettere. Alloggiarono in un piccolo albergo appena dopo la frontiera, a Collioure, una cittadina francese. Il poeta era stanco, malato, deluso e amareggiato; passava lunghe ore all'aperto a guardare il mare grigio anche se i suoi ultimi versi furono dedicati all'assolata Siviglia della sua infanzia. Il 22 febbraio morì e in una tasca del suo cappotto il fratello José trovò un pezzo di carta con l'ultimo verso "Quei giorni azzurri e quel sole dell'infanzia". La bara, coperta dalla bandiera repubblicana e portata in spalla da sei miliziani, venne tumulata nel cimitero di Collioure. Tre giorni dopo morì anche la madre che venne sepolta accanto al poeta.

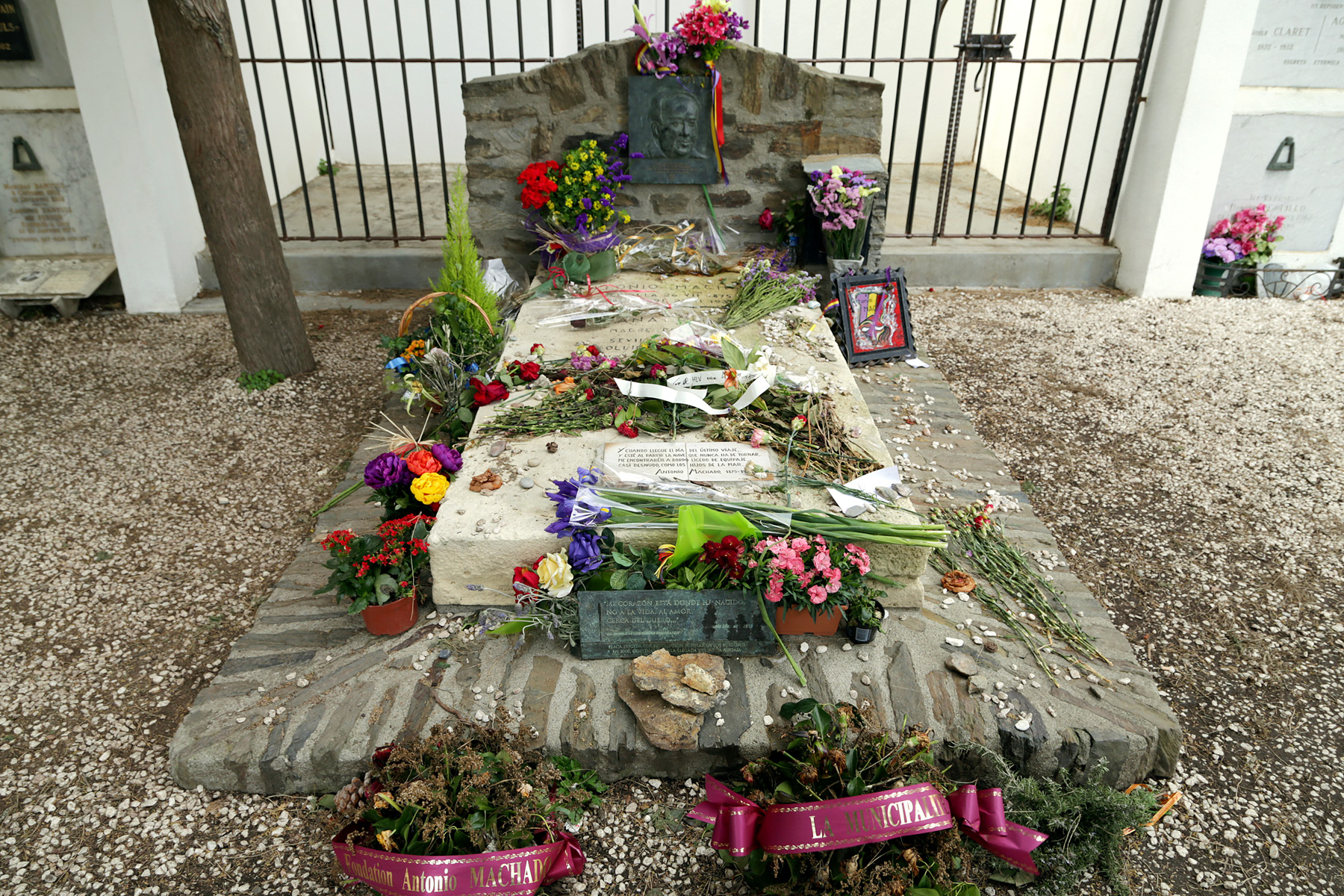
La tomba di Antonio Machado e di sua madre, Ana Ruiz, nel cimitero di Collioure (Francia).

## Poetica
In Soledades è presente in modo evidente l'impronta del modernismo rubendariano ma contemporaneamente si può notare la tensione verso un linguaggio apparentemente semplice e l'intensa introversione. Lo stesso titolo, Solitudini, annuncia l'essenza intimistica del libro: solitudini non solo dell'uomo ma anche dello spazio, abitato solo dal soggetto che dialoga in modo autobiografico con i fantasmi del suo passato. In Soledades tutto appare velato di malinconia e di nostalgia; le immagini sono quelle tipiche del decadentismo: i giardini abbandonati, i vecchi parchi, le fontane. Queste immagini, come chiavi simboliche, rappresentano lo stato d'animo del poeta.
In Campos de Castilla (1907-1917) il poeta evoca con tratti essenziali la solennità del paesaggio circostante, rievocato con un'ottica quasi visionaria. Questo libro segna il distacco dall'estrema soggettività di Soledades grazie all'introduzione della dimensione storica. In molti passi del libro infatti sono presenti rimandi agli eventi passati della storia della Spagna ed al dibattito ad essi collegato. In Campos de Castilla l'"io" si apre al dialogo entrando a far parte del "noi" del proprio tempo storico.
(A. Machado, Del pasado efímero)
Campos de Castilla è un corpus poetico abbastanza eterogeneo, dove fin dalla prima edizione del 1912 e poi in quelle successive del 1917 e del 1928, vengono a confluirvi aspetti e temi assai variegati e diversi, anche per gli eventi che colpiscono la vita del poeta, in un così lungo periodo di tempo. Per Campos de Castilla avviene lo stesso rimaneggiamento dei testi, con inserzioni, modifiche e tagli, (come precedentemente in Soledades) ad ogni edizione.
Vengono così a riversarsi in questa raccolta l'amore e la morte di Leonor, la denuncia sociale e politica, la religione, e tant'altro, che danno una apparenza di una certa disomogeneità, sebbene il sottofondo è venato sempre dalla consueta indocile malinconia, dall'angoscia di vivere.
In Nuevas canciones Machado presenta una notevole pluralità di stili e di temi, sviluppando soprattutto riflessioni sulla poesia nelle quali contrappone l'ispirazione naturale e autentica a quella astratta.
(Antonio Machado, Perergon, Los ojos)
Il libro successivo, il Cancionero apócrifo (attribuito ad Abel Martín, uno degli eteronimi di Machado) il poeta accentua l'esplorazione della propria identità e riflette sull'eterogeneità dell'essere. Machado opta ormai per la prosa con una forte tendenza alla frammentazione nella quale si riflette il convincimento della disgregazione dell'esistenza.
La magnifica fiducia
a te, Natura, e pace chiedo,
la mia tregua di paura e di speranza,
un chicco di alegría, un mare d'oblio ...»
(Antonio Machado, Cancionero apócrifo, Últimas lamentaciones de Abel Martín)
La raccolta di sentenze Juan de Mairena (altro eteronimo di Machado) mette in evidenza il disaccordo dell'ultimo Machado con il ruolo attribuito all'élite intellettuale di guida spirituale della nazione. Qui Machado profetizza una poesia nuova, voce delle masse, composta da parole anonime della collettività.
(Antonio Machado, Cancionero apócrifo, Juan de Mairena, El "Arte poetica" de Juan Mairena.)

## Opere
N. B. - Le poesie di Antonio Machado hanno subito diversi rimaneggiamenti, a volte consistenti, da parte dello stesso autore, mai soddisfatto della stesura definitiva.

### Raccolte di poesie
- Primeras poesías (anteriori al 1902)
- Soledades (1899-1902), Alvarez, Madrid, 1903
- Soledades, galerías y otros poemas (1899-1907), Pueyo, Madrid, 1907, edizione finale nel 1919.
- Campos de Castilla (1907-1912), Renacimiento, Madrid, 1912.
- Nuevas canciones, (1917-1920), Mundo latino, Madrid, 1924.
- Cancionero apócrifo de Abel Martín, Revista de Occidente, Madrid, 1926
- Poesías completas, in quattro edizioni dal 1917 al 1936:

(1899-1917), Residencia de Estudiantes, Madrid, 1917.
(1899-1925), Espasa-Calpe, Madrid, 1928
(1899-1930), Espasa-Calpe, Madrid, 1933
(1899-1936), Espasa-Calpe, Madrid, 1936.
- La guerra, Espasa-Calpe, Madrid, 1937.

### Prosa
- Juan de Mairena. Sentencias, donaires, apuntes y recuerdos de un profesor apócrifo, Espasa-Calpe, Madrid, 1936.

### Teatro
- Desdichas de la fortuna o Julianillo Valcárcel (1926) (in collaborazione con Manuel Machado.
- Juan de Mañara (1927) con M. Machado
- Las adelfas (1928) con M. Machado
- La Lola se va a los Puertos (1929, in collaborazione con Manuel Machado.
- La prima Fernanda (1931), con M. Machado
- La duquesa de Benamejí (1932), con M. Machado
- El hombre que murió en la guerra (1935?, rappresentata nel 1941) con M. Machado